# Calcul multipartite sécurisé
 (octobre 2017).
Si vous disposez d'ouvrages ou d'articles de référence ou si vous connaissez des sites web de qualité traitant du thème abordé ici, merci de compléter l'article en donnant les références utiles à sa vérifiabilité et en les liant à la section « Notes et références ».
Le calcul multipartite sécurisé (en anglais, secure multi-party computation) est une branche de la cryptographie dont l'objectif est de permettre aux agents d'un réseau de communication de calculer conjointement une fonction sur leurs entrées, afin que les entrées restent privées et que le résultat soit exact. Cela peut être réalisé, par exemple, par transferts inconscient ou par chiffrement homomorphe.
Contrairement aux constructions classiques en cryptographie, où l'attaquant est extérieur au système (à la manière d’un espion), l'attaquant fait ici partie des intervenants au sein du système. Les travaux sur ce type de calcul ont commencé à la fin des années 1970 avec le poker mental, un exercice cryptographique simulant le jeu à distance sans avoir à passer par un tiers de confiance.